# Conrado, Duque da Turíngia
Conrado (?- 27 de fevereiro de 906), chamado o Velho ou o Ancião, foi, por um breve período, Duque da Turíngia entre 892-93. Através do seu nome ficou conhecida a sua família: os Conradinos. Era filho de Udo de Neustria e, provavelmente, da filha de Conrado I de Logenahe (832-860). Conrado foi conde de Oberlahngau (886), Hessengau (897), Gotzfeldgau (903), Wetterau (905), e Wormsgau (906). Ele uniu o povo de Hesse sob o seu domínio e, sob o controle de seus herdeiros esse território tornou-se o Ducado da Francónia.
Logo no início de sua carreira, Conrado esteve em conflito com Henrique da Francónia e Adalberto ambos da Casa de Babemberga. A residência oficial de Conrado situava-se em Friedeslar, Hesse. Ele era um conde e ministerial de Arnulfo da Caríntia em 891. Em 892, o Duque Poppo foi deposto de suas atividades e substituído na Turíngia e na Marca Sorbiana (Frância Oriental) por Conrado. Ele governou o ducado brevemente antes de ser substituído por Burchard. A razão para a sua nomeação, provavelmente, representa uma mudança na política de Arnulfo em favor dos Conradinos em oposição aos Babembergas; mas o curto mandato de Conrado pode refletir a falta de apoio na Turíngia ou uma falta de vontade de sua parte de permanecer lá.
Por volta de 880, Conrado casou-se com Glismodo. Glismodo seria uma filha de Arnulfo da Caríntia, ou então um parente de duques turingianos anteriores (talvez filha de Tacúlfo), dando assim ao seu marido uma reivindicação hereditária sobre a Turíngia. Eles tiveram quatro filhos: Conrado, o Jovem, futuro rei da Germânia; Eberhard, futuro duque de Nuremberg; Otto (também Udo ou Odo), futuro conde no Ruhrgau e no Lahn, que morreu em 918; e uma filha, de nome desconhecido.
Em 906, como resultado de conflitos com os Babembergas, Conrado foi morto em batalha perto de Fritzlar, e foi sepultado na igreja de Saint Martin em Weilburg. Seu primogênito também era velho demais para participar desta guerra. Sua viúva, Glismodo, morreu em 26 de abril de 924 e foi enterrada ao lado dele.